# Tiroteig de l'O.K. Corral
El tiroteig de l'O.K. Corral fou un enfrontament armat que va ocórrer el 26 d'octubre de 1881 a Tombstone (Arizona), aleshores al Territori d'Arizona, als Estats Units. Hi van participar Wyatt Earp i els seus homes, que en van sortir vencedors, i hi van morir tres homes: els germans Tom i Frank McLaury i Billy Clanton. Malgrat el seu nom, el tiroteig no va ser ben bé a l'O.K. Corral, sinó en un solar situat davant de l'entrada del darrere de l'O.K. Corral. De fet, aquesta denominació ve del títol del western de 1957 Gunfight at the O.K. Corral (titulada en català Duel de titans).